# Carlo Fruttero
Carlo Fruttero (Turín, 19 de septiembre de 1926 - Roccamare, 15 de enero de 2012) fue un escritor italiano.

## Biografía
Inició su carrera literaria como traductor y entre 1961 y 1986 dirigió Urania, una revista infantil de la editorial Mondadori. Colaboró muy a menudo con Franco Lucentini en traducciones y artículos periodísticos, así como en más de veinte novelas, la mayoría de ellas de género policiaco. Fue premiado con el Piero Chiara y el Campiello por su carrera en 2007 y 2010 respectivamente.